# Élection présidentielle tchadienne de 2024
L'élection présidentielle tchadienne de 2024  a lieu le 6 mai 2024 afin d'élire le président de la république du Tchad.
Le scrutin précédent voit la réélection d'Idriss Déby pour un sixième mandat. Il meurt toutefois en avril 2021 lors d'une offensive des rebelles du Front pour l’alternance et la concorde au Tchad. Son fils Mahamat Idriss Déby prend le pouvoir à la tête d'une junte militaire et assure depuis une « transition » à la tête d'un Conseil militaire. Il supervise notamment la rédaction d'une nouvelle constitution adoptée par référendum courant décembre 2023, qui doit être suivie d'un retour du pouvoir aux civils, tout en permettant à Mahamat Idriss Déby de se présenter à l'élection présidentielle.
La déclaration de sa candidature début janvier est suivi un mois plus tard de la mort de son principal opposant, Yaya Dillo Djérou, au cours d'une opération qualifiée d'assassinat par l'opposition. Les principaux opposants restants voient leur candidatures invalidés, ne laissant en lice que Mahamat Idriss Déby et des candidats jugés fantoches par l'opposition, qui appelle en grande partie au boycott du scrutin. Si le scrutin semble joué d'avance, le Premier ministre Succès Masra mène cependant une très bonne campagne, et semble en mesure de déjouer les pronostics.
Mahamat Idriss Déby Itno est élu dès le premier tour avec 61 % des suffrages exprimés, tandis que Succès Masra affirme avoir remporté le scrutin et conteste sans succès les résultats. Le nouveau président est investi le 23 mai 2024.

## Contexte

### Mort d'Idriss Déby et transition militaire
|  |

Arrivé au pouvoir par la force militaire en 1990 avant d'être élu président à cinq reprises, Idriss Déby remporte l'élection présidentielle d'avril 2021, après avoir fait modifier la constitution en 2018 afin de passer outre à la limite du nombre de mandats présidentiels tout en allongeant sa durée de cinq à six ans,. En août 2020, il obtient d'être nommé Maréchal par l'assemblée après une offensive victorieuse en avril contre des djihadistes. Sa réélection pour un sixième mandat intervient dès le premier tour, avec 79,32 % des voix face à six candidats « sans poids politique », accusés d’être de simples « faire-valoir ».
Idriss Déby est toutefois tué le 20 avril au cours d'une visite sur le front opposant l'armée tchadienne aux rebelles du Front pour l'alternance et la concorde au Tchad. Un régime militaire de transition est instauré, mené par son fils, le général Mahamat Déby,,.
L'armée annonce le 20 avril même la dissolution de l'Assemblée nationale et du gouvernement, puis décrète la fermeture des frontières et l'instauration d'un couvre-feu. Le conseil annonce prendre le pouvoir pour une durée transitoire de dix-huit mois, à l'issue de laquelle la nouvelle élection présidentielle ainsi que les législatives reportées depuis 2015 doivent être organisées, soit vers septembre 2022.
L'accord de paix de Doha signé avec les mouvements rebelles le 8 août 2022 instaure la mise en place du « Dialogue national inclusif et souverain », un ensemble de commissions composées de près de 1 400 représentants chargés de s'accorder sur plusieurs lignes politiques portant notamment sur la paix et la réconciliation nationale, la forme de l’État, la future Constitution, les réformes institutionnelles, le processus électoral et les droits et libertés fondamentales. Plusieurs partis dont la principale coalition de l’opposition, Wakit Tama, décident cependant de boycotter le Dialogue national, ouvert du 20 août au 30 septembre 2022. Ils accusent en effet la junte et les personnalités proches d'elle de procéder à un « monologue ». En retour, la junte procède à une répression politique brutale, la police et l'armée ceinturant courant septembre les quartiers de la capitale afin de disperser les tentatives de manifestations. En parallèle, Mahamat Déby met en avant une prolongation de la transition de dix-huit mois supplémentaires, avant de revenir sur sa promesse de ne pas se présenter à la future élection présidentielle. Ainsi, les prochaines élections ne se tiendront pas avant 2024.
Une nouvelle constitution est adoptée par référendum courant décembre 2023. Selon cette constitution, Mahamat Idriss Déby peut être candidat à la prochaine élection présidentielle qui doit se tenir avant octobre 2024. Il est désigné candidat par les membres du Mouvement patriotique du salut, réuni en congrès le 13 janvier 2024 à N’Djamena. Le 27 février suivant, l’Agence nationale de gestion des élections (ANGE) rend public le chronogramme du scrutin. La publication des candidatures valides par le Conseil constitutionnel doit ainsi intervenir le 24 mars, suivi du premier tour le 6 mai, et d'un éventuel second tour le 22 juin. La publication des résultats provisoires est quant à elle prévue le 7 juillet,.

### Mort de Yaya Dillo Djérou

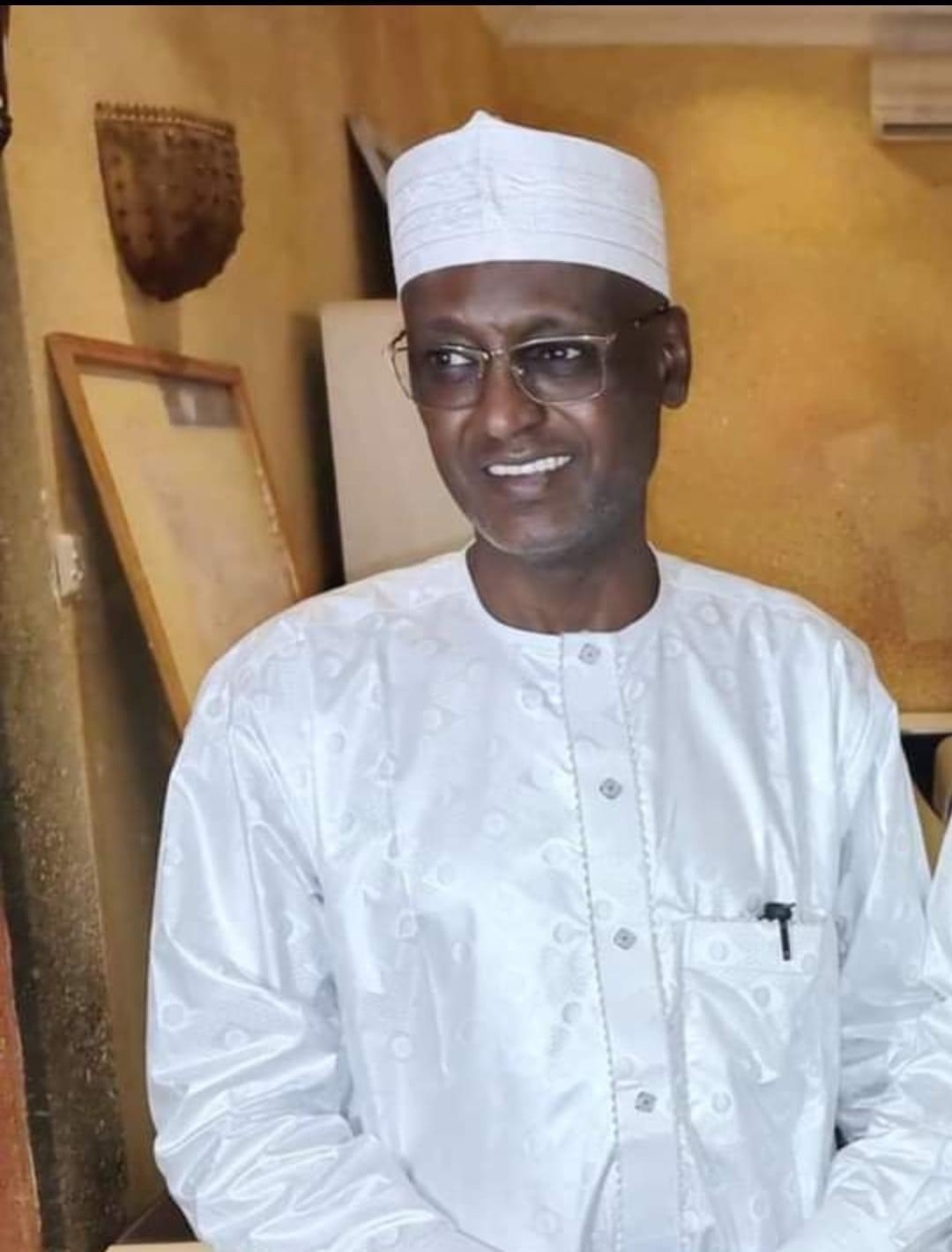
Yaya Dillo Djérou

Dans la nuit du 27 au 28 février 2024, un attentat vise les bureaux de l'Agence nationale de sécurité à N'Djaména, faisant plusieurs morts d'après le gouvernement. L'attentat intervient le lendemain de l'arrestation d'un militant du Parti socialiste sans frontière (PSF) — l'un des principaux partis d'opposition — que le gouvernement tchadien accuse de tentative d'assassinat contre le président de la Cour suprême. Le gouvernement accuse alors le président du PSF Yaya Dillo Djérou d'avoir commandité la tentative de meurtre. Cousin de Mahamat Idriss Déby et candidat à la présidentielle, celui ci avait récemment bénéficié du ralliement de l'oncle du président, Saleh Deby Itno. Dillo qualifie l'accusation de « mensonge » et de « mise-en-scène » destinée à écarter sa candidature,.
Le 28 février, l'Armée tchadienne prend d'assaut le siège du PSF où se trouve Yaya Diallo, qui est tué dans l'attaque. Le lendemain, le Ministre de la Communication et porte-parole du gouvernement Abderaman Koulamallah annonce la mort de Diallo, affirmant dans la foulée qu'il serait également derrière l'attentat de la nuit précédente, qu'il aurait mené en représailles de l'arrestation du militant du PSF. Le gouvernement affirme qu'il se serait retranché dans les locaux de son parti en refusant de se rendre, et qu'il aurait tiré sur la police, avant d'être abattu. La mort de Yaya Diallo, considéré comme le principal opposant à la junte tchadienne, est qualifié d'« assassinat » par les responsables de son parti et de l'opposition,.
Le ministre de la Communication, Abdraman Koulamallah, annonce le 1er mars l'arrestation de Saleh Deby Itno en soulignant que celui-ci se serait rendu. Le ministre affirme ainsi que l'action des forces de l'ordre ne visait pas à éliminer Yaya Diallo et qu'elles n'en serait « pas arrivés à cette extrémité » s'il s'était lui aussi rendu,. Cette version est vivement rejetée par le PSF, qui affirme qu'il n'était pas armé et accuse la garde présidentielle d'avoir elle-même menée l'assaut, une version corroborée par le témoignage de journalistes de l’AFP ayant observées des mouvements des troupes des « bérets rouges » en direction du siège, ainsi que des tirs nourris d'armes automatiques. Les autorités procèdent rapidement à la démolition du siège du PSF, qui est rasé le 1er mars en l'absence de témoins, tenus à distance par un détachement de véhicules blindés de l'armée.
Le 4 mars 2024, le Premier ministre  Succès Masra présente ses condoléances et annonce une « enquête de type international » pour « situer les responsabilités ». Deux semaines plus tard, la coalition « Nous le Peuple » qui soutenait la candidature de Yaya Diallo demande le report de l’élection présidentielle, et l’ouverture d’un dialogue national inclusif.

## Système électoral
Le président de la République du Tchad est élu au scrutin uninominal majoritaire à deux tours pour un mandat de cinq ans renouvelable une seule fois. Est élu le candidat ayant recueilli la majorité absolue des suffrages exprimés au premier tour. À défaut, un second tour est organisé le deuxième dimanche suivant entre les deux candidats arrivés en tête au premier, et celui recueillant le plus de voix est déclaré élu.

## Campagne

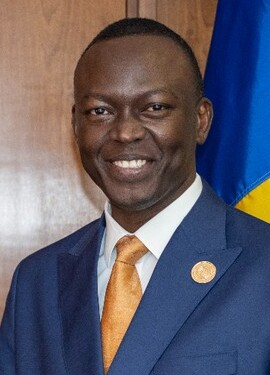
Succès Masra

Mahamat Idriss Déby officialise sa candidature le 2 mars. Il est notamment soutenu par l'ancien Premier ministre Saleh Kebzabo.
La période de dépôt des candidatures s'achève le 15 mars. Une quinzaine de personnalités politiques ont remis un dossier au Conseil constitutionnel. Le 24 mars, le Conseil constitutionnel rejette dix candidatures dont celles des principaux opposants, et en accepte dix, dont celles de Déby, Masra et Albert Pahimi Padacké. L'exclusion de nombreux opposants est vivement critiquée par l'opposition, qui accuse le Conseil — qualifié d'« inégalitaire et inféodés à la junte » — de n'avoir validé que des candidats soutenant en réalité le général Mahamat Déby, et dont les « candidatures prétextes » n'auraient pour but que de fournir une illusion de démocratie. Une grande partie de l'opposition réunie au sein de la plateforme Wakit Tamma appelle en conséquence au boycott du scrutin, qualifié de « mascarade »,.
La campagne électorale est marquée par le duel entre un Mahamat Idriss Déby en quête de légitimité électorale et son principal rival, Succès Masra, qui mène une véritable campagne, au point de susciter l'inquiétude des observateurs dans le contexte d'une instabilité croissante de la région. Les deux candidats rassemblent des milliers de personnes lors de leurs meetings respectifs, tandis que Padacké est perçu comme le « troisième homme » et potentiel faiseur de rois en cas de second tour,. Meilleur orateur, Masra est le favori des sondages. L'issue du scrutin est cependant jugée largement sous le contrôle des caciques du régime, qui gardent la main sur les institutions électorales du pays.
Le 12 avril, le parti politique Tchad uni porte plainte contre la coalition Tchad uni de Mahamat Idriss Deby Itno pour plagiat. Le lendemain, les évêques tchadiens réunis en conférence appellent les partis politiques aux bon déroulement du scrutin présidentiel.
À la suite de la déclaration de Succès Masra, qui appelle ses électeurs à photographier les procès-verbaux du dépouillement du scrutin afin d'en devenir les « sentinelles », l'Agence nationale de gestion des élections (Ange) décide le 28 avril d'en interdire la photographie, arguant que le code électoral tchadien ne prévoit pas l'affichage des procès-verbaux dans les bureaux de vote, ni leur remise aux mandataires des candidats. Les candidats ne peuvent ainsi y avoir accès qu'auprès de l'Ange, après la fin du dépouillement. Le parti Les Transformateurs fait part de sa surprise à l'annonce de la décision de l'Ange, l'initiative visant à « rendre transparente la présidentielle », ce à quoi l'agence appelle les citoyens à lui « faire confiance » et à attendre la publication des résultats « en toute sérénité ».

## Résultats
|                          | Mahamat Idriss Déby            | MPS                      | 3 777 279 | 61,00 |  |  |
|                          | Succès Masra                   | LT                       | 1 148 245 | 18,54 |  |  |
|                          | Albert Pahimi Padacké          | RNDT                     | 1 048 015 | 16,93 |  |  |
|                          | Lydie Beassemda                | PDI                      | 59 632    | 0,96  |  |  |
|                          | Bongoro Bebzouné Théophile     | PRET                     | 46 784    | 0,76  |  |  |
|                          | Alladoum Djarma Balthazar (ha) | ASTRE                    | 33 765    | 0,55  |  |  |
|                          | Brice Mbaimon Guedmbaye (ha)   | MPTR                     | 27 848    | 0,45  |  |  |
|                          | Yacine Abdramane Sakine        | PR                       | 22 328    | 0,36  |  |  |
|                          | Mansiri Lopsikréo              | LE                       | 15 147    | 0,24  |  |  |
|                          | Nasra Djimasngar               | UNJ                      | 12 738    | 0,21  |  |  |
|                          |                                |                          |           |       |  |  |
| Votes valides            | Votes valides                  | Votes valides            | 6 191 781 | 99,62 |  |  |
| Votes blancs et nuls     | Votes blancs et nuls           | Votes blancs et nuls     | 23 463    | 0,38  |  |  |
| Total                    | Total                          | Total                    | 6 215 244 | 100   |  |  |
| Abstention               | Abstention                     | Abstention               | 1 986 963 | 24,22 |  |  |
| Inscrits / participation | Inscrits / participation       | Inscrits / participation | 8 202 207 | 75,78 |  |  |

## Analyse et conséquences
Le scrutin se déroule dans le calme. Mahamat Idriss Déby est élu dès le premier tour avec plus de 61 % des suffrages exprimés. Son principal adversaire, le Premier ministre Succès Masra, s'autoproclame vainqueur et conteste les résultats, dénonçant des fraudes,. Arrivé troisième, Pahimi Padacké Albert félicite quant à lui Mahamat Idriss Déby.
La victoire de Mahamat Idriss Déby est accompagnée de célébrations de joie de la part de ses partisans aux alentours du palais présidentiel, à N'Djamena. Des militaires font de même en tirant à l'arme légère dans le quartier du siège du parti Les Transformateurs de Succès Masra, dans ce qui est perçue comme une volonté de dissuader d'éventuels rassemblements de soutiens du candidat. Les « tirs de joie » font une dizaine de morts et plusieurs blessés.
Le parti de Succès Masra, Les Transformateurs, dépose le 13 mai un recours auprès du conseil constitutionnel. Le candidat affirme avoir remporté l’élection présidentielle avec 73 % des voix, selon son propre décompte, sans toutefois en publier le détail. Les recours sont rejetés par le Conseil constitutionnel, qui proclame le 16 mai les résultats définitifs donnant Mahamat Idriss Déby Itno vainqueur avec 61 % des suffrages. le 22 mai, Succès Masra présente sa démission et celle de son gouvernement. La cérémonie d'investiture d'Idriss Déby intervient le lendemain,. Le jour même, il nomme Premier ministre Allamaye Halina, un fidèle du clan Déby.